# بنکس (آلاباما)
بنکس  شهری است در ایالت آلاباما در کشور آمریکا.

## مکان
بنکس در موقعیت () قرار دارد.
با توجه به اطلاعات اداره آمار آمریکا مساحت آن در حدود ۵٫۲ کیلومترمربع است.

## مردم‌شناسی
با توجه به آمار سال ۲۰۰۰ جمعیت آن ۲۲۴ نفر، ۹۲ خانواده در آن ساکن هستند.
تعداد ۱۰۲ واحد خانه در هر مساحت تقریبی (۱۹،۶akm²) قرار دارد.
۲۵،۴% درصد از خانواده‌های فرزند زیر ۱۸ سال داشتند که از این تعداد ۵۳،۳% درصد زوج بوده و ۱۲% درصد زنان بدون شوهر و ۳۲،۶% درصد نیز غیر خانواده بودند.
متوسط درآمد یک خانواده در حدود ۳۲،۵۰۰ دلار آمریکا است و زنان درآمد متوسط ۲۵.۴۱۷ دلار آمریکا و مردان درآمد متوسط ۲۶،۵۰۰ دلار آمریکا بدست می‌آورند.